# Онайда (містечко, Вісконсин)
Онайда (англ. Oneida) — місто (англ. town) в США, в окрузі Автаґемі штату Вісконсин. Населення — 4579 осіб (2020).

## Демографія
Згідно з переписом 2010 року, у місті мешкало 4678 осіб у 1484 домогосподарствах у складі 1222 родин. Було 1530 помешкань
Расовий склад населення:
| - 52,7 % — білих - 39,8 % — корінних американців - 1,2 % — чорних або афроамериканців - 0,2 % — азіатів - 1,0 % — осіб інших рас |

До двох чи більше рас належало 5,1 %. Частка іспаномовних становила 5,6 % від усіх жителів.
За віковим діапазоном населення розподілялося таким чином: 29,8 % — особи молодші 18 років, 60,2 % — особи у віці 18—64 років, 10,0 % — особи у віці 65 років та старші. Медіана віку мешканця становила 35,0 року. На 100 осіб жіночої статі у місті припадало 104,7 чоловіків;  на 100 жінок у віці від 18 років та старших — 105,2 чоловіків також старших 18 років.
Середній дохід на одне домашнє господарство  становив 67 536 доларів США (медіана — 60 125), а середній дохід на одну сім'ю — 71 157 доларів (медіана — 61 827). Медіана доходів становила 44 288 доларів для чоловіків та 38 386 доларів для жінок. За межею бідності перебувало 13,3 % осіб, у тому числі 20,0 % дітей у віці до 18 років та 13,1 % осіб у віці 65 років та старших.
Цивільне працевлаштоване населення становило 2128 осіб. Основні галузі зайнятості: мистецтво, розваги та відпочинок — 17,6 %, освіта, охорона здоров'я та соціальна допомога — 16,8 %, публічна адміністрація — 10,4 %, виробництво — 10,4 %.